# 46,XX/46,XY
46,XX/46,XY (тетрагаметный химеризм) — разновидность химеризма, вызванная наличием двух различных клеточных популяций в организме. Химеризм возникает внутриутробно из комбинации зигот XX и XY (которые в противном случае превратились бы в близнецов) в одном зародыше. Химеризм не следует путать с мозаицизмом и гибридами. Тетрагаметный химеризм иногда приводит к таким интерсекс-состояниями, как гениталии промежуточного типа, но чаще фенотипически такие люди имеют нормальные мужские или женские гениталии.
46,XX/46,XY химеризм может быть обнаружен во время беременности с помощью пренатального скрининга или в раннем детстве с помощью генетического тестирования и непосредственно наблюдения.

## Симптомы

### Физические
Физические симптомы широко варьируются от человека к человеку, от гениталий промежуточного типа до нормальных гениталий. Из-за различий генетическое тестирование является единственным способом достоверно поставить диагноз.
46,XX/46,XY химеризм возможен, если есть прямое наблюдение одного или нескольких из следующих симптомов:
- Маленький фаллос, по размеру между клитором и половым членом[2]
- Не полностью закрытое мочеполовое отверстие (неглубокое влагалище)[2]
- Аномальное отверстие мочеиспускательного канала на промежности[2]

Поскольку люди с тетрагаметным химеризмом обладают как тканями яичников, так и тканями яичек, в зависимости от индивидуума, гонады (яичники или яички) могут функционировать полностью, частично или не функционировать вообще.
В период полового созревания может возникнуть сочетание мужских и женских характеристик. У некоторых людей произойдёт огрубление голоса и развитие вторичных волос, в то время как другие могут испытывать развитие тканей молочных желёз.
Также наблюдается сегментация кожи (различные участки кожи). Однако эта черта не уникальна для химеризма 46,XX/46,XY, она также наблюдалось в других типах химеризма.

### Когнитивные
Лица, у которых есть эта форма химеризма, не испытывают когнитивных нарушений.

## Генетический механизм
46,XX/46,XY является примером тетрагаметического химеризма, потому что для его образования требуется четыре гаметы — два сперматозоида и две яйцеклетки.
46,XX/46,XY чаще всего объясняется внутриутробной комбинацией двух оплодотворённых зигот. Две яйцеклетки от матери оплодотворяются двумя сперматозоидами от отца. Одна сперма содержит X-хромосому; другой содержит Y-хромосому. В результате образуются зигота с генотипом XY и зигота с генотипом XX. При нормальных обстоятельствах две зиготы в результате превратились бы в близнецов. Однако в случае с 46,XX/46,XY две зиготы сливаются вскоре после оплодотворения, превращаясь в двухклеточную зиготу, состоящую из двух разных ядер. Зиготы сливаются достаточно рано, так что нет риска превращения их в сиамских близнецов. Вариации этого механизма включают оплодотворение яйцеклетки и её первого или второго полярного тела двумя сперматозоидами
46,XX/46,XY также можно объяснить мозаичным механизмом. Одиночная зигота образуется при оплодотворении нормальной яйцеклетки анеуплоидной сперматозоидом XY. Результирующая зигота XXY делится, давая три линии клеток: 46,XX/46,XY/47,XXY. Клеточная линия анеуплоид 47,XXY устраняется во время раннего эмбриогенеза. Линии клеток 46,XX/46,XY остаются и развиваются в индивидуума-химеру.
46,XX/46,XY также может возникать, когда гаплоидная яйцеклетка подвергается циклу митоза, а последующие дочерние клетки оплодотворяются сперматозоидами X и Y, соответственно.

## Диагностика
Диагностика химеризма особенно затруднена из-за случайного распределения 46, XX и 46 клеток XY в организме. Орган может состоять из смеси 46,XX и 46,XY клеток, но он также может состоять только из одного генотипа. В этом случае не наблюдается никаких отклонений, и должны быть проанализированы другие типы тканей.

### Тестирование до рождения
- Ультразвук — ищет неоднозначные гениталии[6]
- Амниоцентез — ищет кариотип 46,XX/46,XY[6]
- Отбор пуповинной крови — поиск кариотипа 46,XX/46,XY

### Тестирование после рождения
- Анализ крови — поиск эритроцитов разных групп крови[1]
- Отбор проб ткани — поиск более одного набора ДНК в образце[1]